# Distrito de Bankura
Bankura (en bengalí: বাঁকুড়া জেলা) es un distrito de la India en el estado de Bengala Occidental. Código ISO: IN.WB.BN.
Comprende una superficie de 6 822 km².
El centro administrativo es la ciudad de Bankura.

## Demografía
Según censo 2011 contaba con una población total de 3 596 292 habitantes, de los cuales 1 755 788 eran mujeres y 1 840 504 varones.